# Блуждающая Земля
«Блуждающая Земля» (кит. упр. 流浪地球, пиньинь liúlàng dìqiú, англ. The Wandering Earth) — китайский фантастический фильм-катастрофа 2019 года, снятый режиссёром Франт Гво по одноимённой повести Лю Цысиня, но изначально за основу было взято произведение «Бегство Земли», написанное в 1960 году французом Франсисом Карсаком, а сцена, где Земля скована притяжением орбиты Юпитера, — произведение «Мир вне времени», созданное в 1976 году Ларри Нивеном. Это первый высокобюджетный и полномасштабный китайский блокбастер с дорогими спецэффектами и эпическим сюжетом в жанре космической фантастики. Фильм собрал в прокате около 702 миллионов долларов, став третьим по кассовым сборам за всю историю фильмом в Китае и тринадцатым среди самых кассовых фильмов 2019 года в мировом прокате (второе место среди фильмов, произведённых не в США). Лауреат премии «Золотой петух» за лучший фильм 2018—2019 годов. Выход приквела «Блуждающая Земля 2» состоялся в конце января 2023 года (в день Китайского Нового года), а в российский прокат — 12 апреля этого же года (в День космонавтики).

## Сюжет
Действие фильма происходит в 2058 году. Солнце скоро превратится в красный гигант, через 100 лет поглотив Землю, а через 300 лет прекратит существование и Солнечная система.
Для спасения человечества было учреждено объединённое мировое правительство, и все мировые ресурсы планеты в течение 30 лет были направлены на выживание и реализацию запущенного грандиозного проекта «Блуждающая Земля»: на поверхности планеты построено около десяти тысяч гигантских 11-километровых плазменных двигателей, которые толкают Землю на траекторию прочь от Солнца, за пределы Солнечной системы, к тройной звёздной системе Альфа Центавра, находящейся на расстоянии 4,2 световых года. Полёт продлится 2500 лет (100 поколений). С помощью двигателей вращение планеты было остановлено, Земля сошла с орбиты и была направлена к Юпитеру, гравитационное поле которого должно было придать необходимое ускорение на траектории перелёта к Альфе Центавра. Однако вследствие непредвиденной ситуации (в 2075 году) — гравитационного всплеска Юпитера — Земля захватывается гравитационным полем гигантской планеты и начинает падение на её поверхность.
Ранее из-за катаклизмов от трансформирующегося Солнца Земля уже потеряла большую часть своего населения. А после 300-метрового цунами при остановке вращения и после отдаления от Солнца при уходе с орбиты за прошедшие 17 лет Земля превратилась в пустошь с температурой на заснеженно-обледененной поверхности ниже −80 °C.
Под плазменными двигателями на пятикилометровой глубине были построены 10 000 подземных городов с численностью населения по 350 тысяч, где поселились выбранные по всеобщей лотерее 3,5 миллиарда человек. На поверхности люди в подобных скафандрам костюмах добывают полезные ископаемые, необходимые для выживания и преобразуемые в термоядерных реакциях в топливо для двигателей.
Один из главных героев — Лю Пэйцян (У Цзин) — служит на международной навигационной космической станции (МКС), которая летит впереди Земли. Гравитационное поле Юпитера станции не угрожает. Его сын Лю Ци (Цюй Чусяо) живёт в одном из подземных городов Земли вместе с дедушкой Хань Цзыанем (Ын Мань-Тат) и приёмной сестрой Хань Додо (Чжао Цзиньмай). Дедушка работает водителем огромного грузовика-транспортёра.
Лю Ци решает убежать на поверхность, которую он никогда не видел, и вместе с Хань Додо нелегально выбирается из подземного города и крадёт грузовик дедушки. Но вскоре молодых людей задерживает полиция. Хань Цзыан пытается дать взятку, чтобы выкупить внука и внучку, но сам попадает за решётку. В тюрьме они знакомятся с ещё одним задержанным — раздолбаем Тимом.
В это время новый гравитационный всплеск Юпитера оказывает сильнейшее влияние на Землю, в результате чего половина двигателей внезапно останавливаются. Одновременно начинаются сдвиги тектонических плит и иные природные катаклизмы, а атмосфера Земли начинает перетекать в атмосферу Юпитера и разреживаться.
Землетрясение разрушает тюрьму, и четверо бывших заключённых бегут в дедушкином грузовике. По пути их останавливает военная спасательная команда CN171-11 под командованием капитана Ван Лэя (Ли Гуанцзе) и реквизирует грузовик вместе с водителем. Команда должна доставить пусковое ядро для перезапуска двигателя в подземный город Ханчжоу, но предыдущий водитель грузовика погиб, спасая груз. Лю Ци, Хань Додо и Тим также едут вместе с командой, состоящей из пяти военных и трёх инженеров.
Тем временем на МКС управляющий ею компьютер MOSS приказывает всему персоналу погрузиться в анабиоз для снижения энергопотребления и уводит станцию от Земли. Лю Пэйцян тоже готовится к погружению в сон, но, узнав о ситуации со своими родными, разбивает капсулу и выбирается из неё. Также он пробуждает из анабиоза своего друга — русского космонавта Макарова (Аркадий Шароградский). Вместе они пытаются выяснить, почему MOSS прекратил сопровождение Земли и оставил её в одиночестве перед неминуемым столкновением с Юпитером. Русский космонавт жертвует жизнью, чтобы помочь Лю Пэйцяну в борьбе с компьютером, препятствующим их расследованию.
На Земле в результате сдвига тектонических плит в районе Шанхая спасательная команда лишается транспортных средств, а несколько её членов, в том числе и дедушка Хань Цзыан, погибают в рушащейся Шанхайской башне. В итоге команда тащит пусковое ядро вручную, но не успевает спасти город Ханчжоу, все люди в котором погибают при прорыве в него магмы из земной мантии. Остатки команды натыкаются на потерпевший крушение из-за становящейся более разреженной атмосферы самолёт, который направлялся с похожей миссией в Сулавеси(в один из "рулевых двигателей", которые остановили вращение Земли, и в будущем будут возобновлять вращение когда Земля прибудет к Альфа Центавра). Они находят среди обломков уцелевший грузовик-транспортёр и пусковое ядро. Единственный оставшийся в живых инженер Ли Ии (Чжан Ичи) убеждает их помочь в исполнении миссии — необходимо также доставить пусковое ядро для перезапуска двигателя. Лю Ци занимает дедушкино место в качестве водителя, и команда, в которой осталось лишь четверо военных, двое инженеров, Хань Додо и Тим, едет в Сулавеси.
Ещё до того, как команда добралась до Сулавеси, почти все остальные двигатели на Земле были перезапущены, но этого оказалось недостаточно для того, чтобы избежать столкновения планет. На космической станции MOSS в итоге объясняет, что подобная ситуация была просчитана и шансов спасения у Земли не осталось. В связи с этим с санкции объединённого мирового правительства была запущена программа «Хелиос» по спасению остатков человечества и земной биосферы путём сохранения и отправки к Альфе Центавра только этой навигационной станции, на которой, помимо погруженного в анабиоз экипажа, находятся 300 000 человеческих эмбрионов, 100 млн семян основных культур, ДНК животных и образцы земного культурного наследия.
Лю Ци не сдается, и, вспомнив рассказы отца о взрывной силе смеси кислорода и водорода, предлагает поджечь водородную атмосферу Юпитера, которая смешалась с кислородом земной атмосферы (часть земной атмосферы Юпитер вытянул за счёт своей сильной гравитации). Такой взрыв отбросит Землю, и она вырвется из гравитационного поля Юпитера. Ли Ии разрабатывает план для воспламенения атмосферы гигантской планеты с расстояния 70 тыс. км, на котором находится в данный момент Земля, падающая на Юпитер. Он предлагает направить на Юпитер энергетический плазменный луч от двигателя Сулавеси. Для этого их спасательная команда и пришедшие по их зову на помощь другие команды, разделившись, одновременно и в срок должны запустить несколько остановившихся двигателей. Это удаётся сделать ценой невероятных усилий, смекалки и героического самопожертвования.
Но план провалился — силы луча не хватило, он не достиг атмосферы Юпитера. Он достиг предела на расстоянии всего 5 тыс. км до поверхности Юпитера.
Поняв это, Лю Пэйцян на МКС выводит из строя сопротивляющийся MOSS и, жертвуя собой, направляет станцию с 300 тысячами тонн топлива в то место на поверхности Юпитера, которого должен был достичь луч. Взрыв станции провоцирует мощный взрыв атмосферы Юпитера, который отбрасывает Землю с опасной траектории (и придав дополнительную скорость, несмотря на потерю части атмосферы после контакта), как и было задумано.

## В ролях
| Актёр                | Роль                                                                                             |
| -------------------- | ------------------------------------------------------------------------------------------------ |
| У Цзин               | подполковник Лю Пэйцян (刘培强) космонавт на навигационной станции, отец Лю Ци                   |
| Цюй Чусяо            | Лю Ци (刘启) прозвище — Хукоу (户口), стажер-механик, сын Лю Пэйцяна                             |
| Ли Гуанцзе           | капитан Ван Лэй (王磊) командир спасательной команды                                             |
| Ын Мань-Тат          | Хань Цзыан (韩子昂) водитель грузовика, дедушка Лю Ци и Хань Додо                                |
| Чжао Цзиньмай        | Хань Додо (韩朵朵) школьница, приёмная сестра Лю Ци, названа в честь покойной тёти-тезки в 2058  |
| Аркадий Шароградский | подполковник Макаров космонавт на навигационной станции, друг Лю Пэйцяна                         |
| Майк Суй             | Тим заключённый, сын австралийца и китаянки                                                      |
| Цюй Цзинцзин         | Чжоу Цянь (周倩) прозвище — Ятоу (丫头), член спасательной команды, девушка                      |
| Чжан Ичи             | Ли Ии (李一一) инженер-программист, единственный выживший из спасательной команды Сулавеси       |
| Ян Хаоюй             | Хэ Лянькэ (何连科) инженер по оборудованию, член спасательной команды                            |
| Ли Хунчэнь           | Чжан Сяоцян (张小强) прозвище — Чуй Цзы (锤子), член спасательной команды, тяжелая амуниция      |
| Ян И                 | Ян Цзе (杨捷) прозвище — Лю Цзы (溜子), член спасательной команды, разведчик                     |
| Цзян Чжиган          | Чжао Чжиган (赵志刚) прозвище — Ган Цзы (冈子), член спасательной команды, погибший в небоскребе |
| Чжан Хуань           | Хуан Мин (黄明) инженер, член спасательной команды, замёрзший на пути к Ханчжоу                  |

## Производство
Повесть Лю Цысиня «Блуждающая Земля» (流浪地球) была впервые опубликована в китайском журнале «Мир научной фантастики» в 2000 году. За эту работу Лю Цысинь получил гран-при престижной китайской литературной премии «Галактика» 2000 года (вручается научно-фантастическим произведениям).
Впервые об экранизации «Блуждающей Земли» стало известно на пресс-конференции China Film Group Corporation в ноябре 2014 года, где были раскрыты планы производства трёх научно-фантастических фильмов по произведениям Лю Цысиня (двумя другими стали экранизации рассказа «Микроэпоха» и романа «Эра сверхновой»).
Фильм «Блуждающая Земля» называют «первым высокобюджетным фильмом китайского производства». Съёмки фильма длились 4 года. Фильм вышел на экраны во время празднования традиционного Нового года.
Российского космонавта Максима Макарова сыграл петербургский актёр и телеведущий Аркадий Шароградский.